# Nedre Gärdsjö
Nedre Gärdsjö är en tätort i Rättviks distrikt (Rättviks socken) i Rättviks kommun, Dalarnas län (Dalarna). Tätorten omfattar bebyggelse i byarna Nedre Gärdsjö och Ingels samt sedan 2015 även Övre Gärdsjö och Baggetorp.

## Befolkningsutveckling
| Befolkningsutvecklingen i Nedre Gärdsjö 1960–2020 | Befolkningsutvecklingen i Nedre Gärdsjö 1960–2020 | Befolkningsutvecklingen i Nedre Gärdsjö 1960–2020 | Befolkningsutvecklingen i Nedre Gärdsjö 1960–2020 | Befolkningsutvecklingen i Nedre Gärdsjö 1960–2020 |
| ------------------------------------------------- | ------------------------------------------------- | ------------------------------------------------- | ------------------------------------------------- | ------------------------------------------------- |
|                                                   |                                                   |                                                   |                                                   |                                                   |
| År                                                |                                                   |                                                   | Folkmängd                                         | Areal (ha)                                        |
| 1960                                              | 1960                                              |                                                   | 373                                               |                                                   |
| 1965                                              | 1965                                              |                                                   | 309                                               |                                                   |
| 1970                                              | 1970                                              |                                                   | 279                                               |                                                   |
| 1975                                              | 1975                                              |                                                   | 226                                               |                                                   |
| 1980                                              | 1980                                              |                                                   | 255                                               |                                                   |
| 1990                                              | 1990                                              |                                                   | 211                                               | 67                                                |
| 1995                                              | 1995                                              |                                                   | 229                                               | 67                                                |
| 2000                                              | 2000                                              |                                                   | 228                                               | 68                                                |
| 2005                                              | 2005                                              |                                                   | 248                                               | 68                                                |
| 2010                                              | 2010                                              |                                                   | 225                                               | 67                                                |
| 2015                                              | 2015                                              |                                                   | 363                                               | 187                                               |
| 2020                                              | 2020                                              |                                                   | 372                                               | 186                                               |
| Anm.: sammanvuxen 2015 med Övre Gärdsjö           |                                                   |                                                   |                                                   |                                                   |